# Heby
Heby är en tätort i Uppland och centralort i Heby kommun i Uppsala län. Någon kyrkby har aldrig funnits i Västerlövsta socken. Däremot anlades järnvägsstationen på Heby ägor i anslutning till kyrkan, och när sedan stationssamhället växte fram kom det att växa upp runt kyrkan.

## Historia
Tidigare var Heby ett centrum för tegelbruksindustrin i Sverige. Numera är tegelbruket i grannsocknen Vittinge ett av de få kvarvarande i landet.
Heby omtalas första gången 1370, då kung Albrekt överlät 1/2-öresland förbrutet gods i Heby till Sten Stensson (Bielke). År 1416 sålde Jöns Larsson av Lydinge-ätten 12 öresland i Heby till Uppsala domkyrka. År 1538 fanns fyra gårdar i Heby, ett vanligt kyrkohemman, ett tillhörande S:t Eriks prebende (som senare av Gustav Vasa görs till hans personliga egendom, och därefter av Gustav II Adolf doneras till Uppsala universitet), samt två skattehemman.
År 1873 blev Heby ett stationssamhälle vid dåvarande Norra stambanans delsträcka Uppsala-Krylbo, idag en del av Dalabanan. Därmed började tätorten Heby växa fram. Fram till 1960-talet passerade även Enköping-Heby-Runhällens Järnväg Heby men numera är endast Dalabanan kvar.
År 1913 fanns här tegelbruk, sågverk, gjuteri, mekanisk verkstad och läskedrycksfabrik. Dessutom gästgiveri, läkaremottagning och apotek och avdelningskontor för Gefleborgs Enskilda Bank. 
Heby var och är kyrkby i Västerlövsta socken och ingick efter kommunreformen 1862 i Västerlövsta landskommun. I denna inrättades den 22 januari 1887 Heby municipalsamhälle vilket upplöstes den 31 december 1952.
Efter en folkomröstning i slutet av 1990-talet, där de flesta invånare röstade för ett länsbyte, samt ett riksdagsbeslut hösten 2005 överfördes Heby kommun från Västmanlands län till Uppsala län den 1 januari 2007.

### Befolkningsutveckling
| Befolkningsutvecklingen i Heby 1900–2020      | Befolkningsutvecklingen i Heby 1900–2020 | Befolkningsutvecklingen i Heby 1900–2020 | Befolkningsutvecklingen i Heby 1900–2020 | Befolkningsutvecklingen i Heby 1900–2020 |
| --------------------------------------------- | ---------------------------------------- | ---------------------------------------- | ---------------------------------------- | ---------------------------------------- |
|                                               |                                          |                                          |                                          |                                          |
| År                                            |                                          |                                          | Folkmängd                                | Areal (ha)                               |
| 1900                                          | 1900                                     |                                          | 878                                      | †                                        |
| 1960                                          | 1960                                     |                                          | 2 151                                    |                                          |
| 1965                                          | 1965                                     |                                          | 2 315                                    |                                          |
| 1970                                          | 1970                                     |                                          | 2 377                                    |                                          |
| 1975                                          | 1975                                     |                                          | 2 578                                    |                                          |
| 1980                                          | 1980                                     |                                          | 2 604                                    |                                          |
| 1990                                          | 1990                                     |                                          | 2 604                                    | 329                                      |
| 1995                                          | 1995                                     |                                          | 2 704                                    | 330                                      |
| 2000                                          | 2000                                     |                                          | 2 613                                    | 332                                      |
| 2005                                          | 2005                                     |                                          | 2 687                                    | 336                                      |
| 2010                                          | 2010                                     |                                          | 2 550                                    | 354                                      |
| 2015                                          | 2015                                     |                                          | 2 724                                    | 370                                      |
| 2020                                          | 2020                                     |                                          | 2 833                                    | 400                                      |
| † Befolkning runt ett municipalsamhälle 1900. |                                          |                                          |                                          |                                          |

## Kommunikationer
Sedan 1997 stannar tågen åter i Heby vilket gör pendling till Sala och Uppsala lättare. Sedan 2012 finns regionaltågstrafik (tidigare Upptåget, numera Mälartåg) på sträckan Sala–Uppsala med uppehåll i Heby. Den populäraste busslinjen är 848 som går mellan Uppsala och Sala med stopp i Heby. Det finns även tre andra linjer, 225 Enköping via Fjärdhundra, 865 Östervåla via Runhällen och Tärnsjö samt även 867 Östervåla via Huddunge och Tärnsjö. Samtliga busslinjer körs av UL.
De huvudsakliga vägförbindelserna är riksväg 56 norrut mot Valbo/Gävle och söderut mot Norrköping via Sala och Västerås, riksväg 72 österut mot Uppsala och västerut mot Sala, samt länsväg 254 mot Fjärdhundra och vidare mot Enköping.

## Näringsliv
Arbetsmarknaden i Heby domineras idag av kommunförvaltning, Heby Såg (Setra Group AB) samt många småföretag och handel. Runt Heby finns en levande landsbygd.
Gefleborgs enskilda bank öppnade ett kontor i Heby på 1890-talet. Denna bank uppgick så småningom i Svenska Handelsbanken. Även Mälareprovinsernas bank etablerade ett kontor i Heby som år 1925 också överläts till Svenska Handelsbanken. Sala sparbank etablerade sig i Heby år 1930. Handelsbanken lade ner kontoret i Heby i april 2021. Därefter var sparbanken ensam kvar på orten.

## Hembygdsgården
Västerlövsta hembygdsförening bildades den 8 juli 1943 med prosten Erik Ström som ordförande och med anledning av att Erik Ers-gården skulle rivas. Gården undersöktes av sakkunniga intendenter från Uppsala och Västerås, Nils Ålenius och Sven Drakenberg. Den är från början av 1800-talet, i två våningar, 22 meter lång och med sex fönsteraxlar på långsidan. Rummen är förhållandevis stora. Ett av dem, på den övre våningen, har använts som tingssal. Gårdens ägare lämnade gården som gåva och bekostade nedtagning och uppmärkning. Den återuppfördes i Klockarhagen i samhällets västra del, i en sluttning med utsikt mot bland annat kyrkan. På midsommaraftonen 1944 togs det första spadtaget av landshövding Conrad Jonsson, som även invigde hembygdsgården 1946.

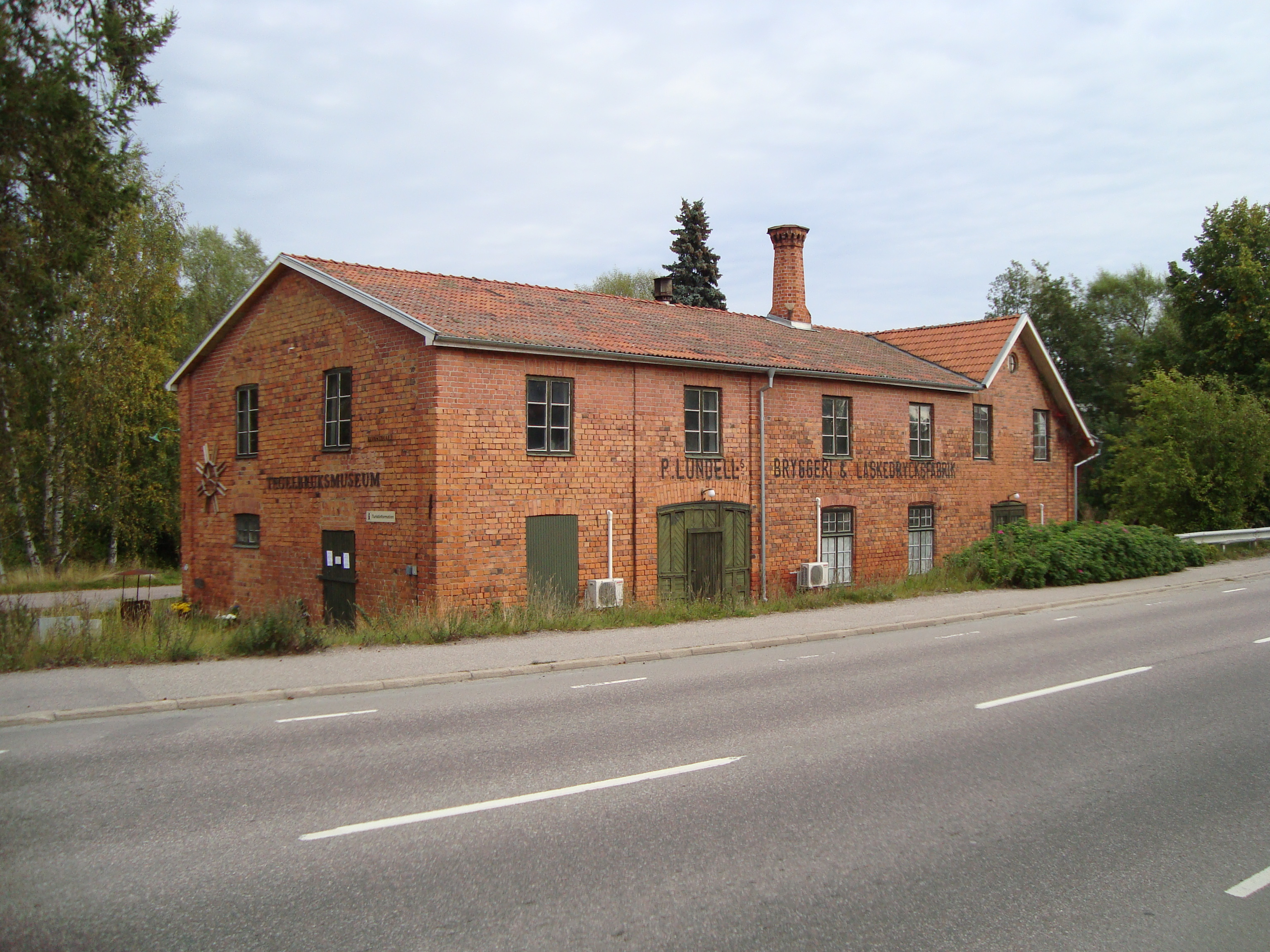
Gamla bryggeriet i Heby, numera tegelbruksmuseum.
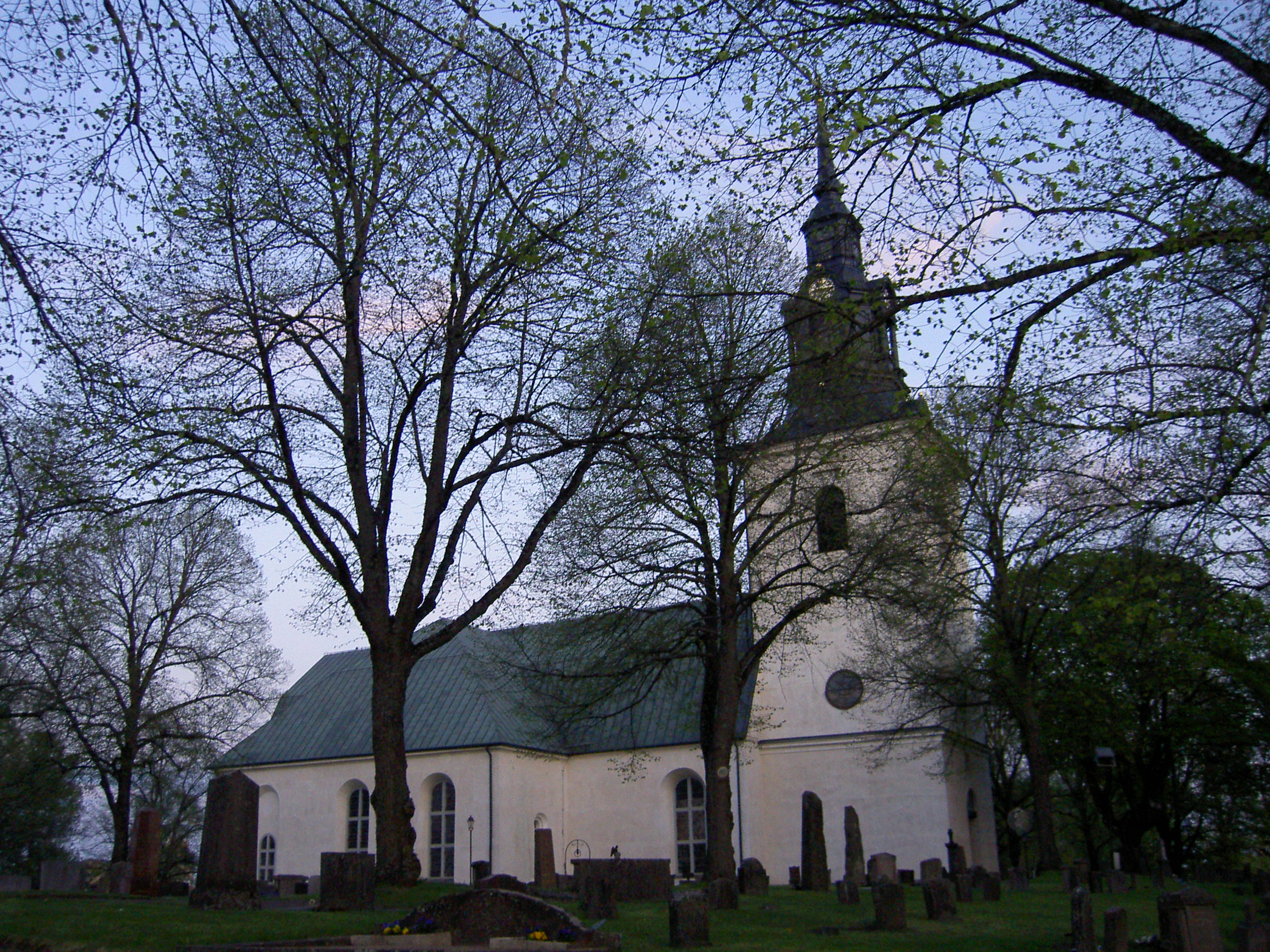
Västerlövsta kyrka är centralt belägen i Heby.